# Woman Walks Ahead
Woman Walks Ahead è un film del 2017 diretto da Susanna White.
Con protagonista Jessica Chastain, il film racconta la storia vera di Catherine Weldon, un'artista e attivista che verso la fine del XIX secolo divenne la confidente e segretaria del leggendario capo Sioux Toro Seduto.

## Trama
Catherine Weldon, donna anticonformista di origini europee appassionata di arte, dopo la fine del suo matrimonio diventa una sostenitrice dei diritti dei nativi americani. La donna intraprende un viaggio attraverso il territorio del Dakota per ritrarre il celebre capo tribù Toro Seduto. Dal loro incontro nasce una profonda amicizia, diventando segretaria, interprete e avvocato del celebre leader Sioux.

## Distribuzione
Il film è stato presentato in anteprima mondiale 10 settembre 2017 al Toronto International Film Festival.